# Carl Andre
Carl Andre   (Quincy, 16 de setembre de 1935 - Nova York, 24 de gener de 2024) va ser un escultor estatunidenc, figura prominent dins del moviment conegut com a minimalisme.
Entre 1951 i 1953 va estudiar en l'Acadèmia Phillips d'Andover (Massachusetts), dirigida per Maud i Patrick Morgan. El 1957 es va traslladar a viure a Nova York, on va conèixer Frank Stella amb el que va compartir estudi el 1959. Va treballar durant quatre anys per a la companyia Pennsilvània Railway, abans d'assolir la fama internacional com minimalista a la fi de la dècada del 1960.

## Obra artística
Les primeres obres d'Andre, com L'última escala (1959, Tate Gallery, Londres), mostraven una forta influència de les escultures de Constantin Brancusi. L'any 1964 forma part de la mostra col·lectiva 8 Youngs Americans en què poden veure's ja, obres de diferents escultors seguint un llenguatge minimalista. Durant el 1965 exposa per primera vegada de forma individual a la Galeria Tibor de Nagy. La seva obra va ser inclosa en Documenta IV i en Documenta VII, a Kassel. Va treballar amb objectes idèntics produïts en sèrie amb els quals arranjava l'obra segons un sistema de mòduls matemàtics, reflectint la repetició d'unitats, com a vagons i vagons llit en un ferrocarril.
La Tate Gallery l'any 1972 va adquirir l'obra Equivalent VIII (1966, més tard destruïda i refeta el 1969), que consisteix en una sèrie de 120 maons disposats en un rectangle sobre el terra del museu i que haurien de provocar, quatre anys més tard, una polèmica a la premsa. Andre va treballar amb una gran diversitat de materials, incloses plaques de metall i de fusta.
A més a més d'haver produït una important obra escultòrica, Andre també va escriure poemes que consistien en dissenys formats amb paraules, que no responien a un ordre gramatical sinó a un ordre visual.

## La mort d'Ana Mendieta
El 8 de setembre de 1985, la seva dona, l'artista Ana Mendieta va caure des del pis 34 del seu apartament, després d'una baralla conjugal. Carl André fou acusat d'haver provocat la seva mort, però tot i això va quedar absolt l'any 1988. El jutge del cas, Alvin Schlesinger, va declarar que no havien prou evidències per declarar-lo culpable, però més tard va dir que André “probablement la matà”. Moltes activistes feministes com ara Guerrilla Girls i Women's Action Coalition (WAC) van fer manifestacions i accions per denunciar el feminicidi de l'artista.